# 펫차부리주
펫차부리주(태국어: เพชรบุรี, Phetchaburi Province)는 태국 중부의 주(짱왓)이다. 이웃하는 주로는 랏차부리주, 사뭇송크람주, 쁘라쭈압키리칸주가 있다. 서쪽으로는 미얀마의 타닌타리 구와 경계를 접한다.

## 지리
펫차부리주는 타이만의 말레이 반도 아래에 위치하며, 미얀마와 국경 지대에는 산맥이 펼쳐져 있고, 그 이외의 주 내의 지역에는 평지가 펼쳐져 있다.

## 역사
펫차부리의 역사는 8세기의 몬족의 시대에까지 거슬러 올라갈 수 있다. 이후 크메르가 이 시에 정착을 하였고, 그 흔적이 왓 깜팽랭의 탑에 남아 있다.
현대의 펫차부리의 역사는 1860년 라마 4세, 몽꿋 왕이 까오왕 궁전을 지으면서 시작된다. 왕궁의 옆에 큰 천문관측대를 지었고, 그 주변 언덕에 왕사인 왓 프라깨오를 지었다. 현재의 이름은 《프라나콘 키리》이며, 현재는 프라나콘 키리 역사 공원이 되었다.

## 상징
이 주의 인장은 까오왕 궁전을 배경으로 보여준다. 전면에는 두 개의 야자수에 둘러 쌓인 논이 있으며, 이 지방의 주요 산출물을 상징한다.

## 행정 구역
이 지방에는 8개의 암프(군)가 있고, 93개의 땀본(면)이 있으며, 다시 681개의 무반 (행정 구역)(촌)이 있다.
| 1. 므앙펫차부리군 2. 카오요이군 3. 농야쁠롱군 4. 차암군 | 1. 타양군 2. 반랏군 3. 반램군 4. 깽끄라찬군 |

## 관광
- 핫 차암

## 문화
- 프라 나콘 키리
- 타이 송담 축제